# Josef Rattensperger
Josef Rattensperger (1959) è un ex sciatore alpino austriaco.

## Biografia
Discesista puro, Rattensperger vinse la medaglia d'argento agli Europei juniores di Kranjska Gora 1977; non prese parte a rassegne olimpiche e non ottenne piazzamenti in Coppa del Mondo o ai Campionati mondiali.

## Palmarès

### Europei juniores
- 1 medaglia[2]:
  - 1 argento (discesa libera a Kranjska Gora 1977)